# Jorge Blanco
Jorge Blanco (* 21. března 1945 Caracas) je americký umělec. Původně pochází z Venezuely, avšak roku 1999 emigroval do Spojených států. V době své profesionální kariéry pracoval jako sochař, grafický designér a ilustrátor. Jeho díla lze nalézt v USA, Venezuele a v Japonsku.

## Životopis
Jako malíř začal vystupovat roku 1967, o tři roky později pak také jako sochař. Tvrdí o sobě, že je umělcem již od raného mládí: „Byl jsem umělec celý svůj život, protože podle mého názoru je každé dítě umělec. Nikdy jsem se nezastavil jen u kreslení nebo omalovánek.” Jeho zájem o tří prostorové práce byl v popředí jeho kariéry. Získal stipendium na Neumann Institute v Caracasu a promoval v oboru strojní designér. Po ukončení studia pracoval jako grafik. Jeho první samostatná výstava se konala v roce 1974, kde představil své umění v oboru sochařství a malování. V letech 1975–1979 žil v Římě, kde se věnoval sochařství, studoval na Akademii výtvarných umění a kreslil politické karikatury pro noviny L'Opinione. V interview Blanco uvádí: „Sochařství je moje vášeň. Všechno ostatní je až druhotné.”
V roce 1979 se vrátil zpět do Caracasu, kde v muzeu Sofía Imber vystavoval své sochy a kresby. Současně také vytvářel ilustrace do dětských novin El Cohete. V roce 1980 pracoval jako hlavní umělec v místním dětském muzeu Museo de los Niños (1980–1998). Po osmnácti letech práci opustil a přestěhoval se do USA, konkrétně do Sarasoty na Floridě, kde žije dodnes.